# Anaphes auripes
Anaphes auripes är en stekelart som beskrevs av Walker 1846. Anaphes auripes ingår i släktet Anaphes och familjen dvärgsteklar. Inga underarter finns listade i Catalogue of Life.